# Soulコブラツイスト〜魂の悶絶
「Soulコブラツイスト〜魂の悶絶」（ソウルコブラツイスト たましいのもんぜつ）は、桑田佳祐の楽曲。3作目の配信シングルとして、タイシタレーベル / SPEEDSTAR RECORDSからダウンロード配信・ストリーミングで2021年8月30日に発売された。

## 背景
2021年9月15日に発売となったミニ・アルバム『ごはん味噌汁海苔お漬物卵焼き feat. 梅干し』から先行配信シングルとして発売された。前々作「SMILE〜晴れ渡る空のように〜」、前作「炎の聖歌隊 ［Choir］」から続き、第3弾となる作品である。
当初は7月、8月、9月の3か月連続で先行配信シングルを発売する予定であったが、急遽8月中に発売することが2021年8月22日に発表された。

## 制作
2020年9月に新型コロナウイルス感染症の感染予防を行いながら、片山敦夫らと3曲ほどレコーディングを行なっている。その3曲のうちの一曲であった本楽曲に歌詞をつけ、2021年4月に歌入れをしている。
桑田は本楽曲を『ごはん味噌汁海苔お漬物卵焼き feat. 梅干し』の1曲目として制作していた訳ではないが、本楽曲が出来たことがきっかけで『ごはん味噌汁海苔お漬物卵焼き feat. 梅干し』の制作が始まったという。

## プロモーション
テレビ披露
| 放送日         | 番組名                                                                                          | 放送局     | 披露曲 | 出典          |
| -------------- | ----------------------------------------------------------------------------------------------- | ---------- | --- | ------------- |
| 2021年9月16日  | SONGS 第582回 桑田佳祐スペシャル 魂の悶絶ライブ!! 〜ごはん味噌汁時々ボウリング feat. 洋ちゃん〜 | NHK        | 「炎の聖歌隊 ［Choir］」 「悲しきプロボウラー」 「さすらいのRIDER」 「金目鯛の煮つけ」 「Soulコブラツイスト〜魂の悶絶」 | [ 8 ] [ 9 ]   |
| 2021年11月17日 | 日テレ系音楽の祭典ベストアーティスト2021                                                        | 日本テレビ | 「Soulコブラツイスト〜魂の悶絶」 「SMILE〜晴れ渡る空のように〜」                                                        | [ 10 ] [ 11 ] |
| 2021年12月8日  | 2021 FNS歌謡祭                                                                                  | フジテレビ | 「SMILE〜晴れ渡る空のように〜」 「Soulコブラツイスト〜魂の悶絶」                                                        | [ 12 ]        |
| 2021年12月20日 | CDTVライブ!ライブ! クリスマス4時間スペシャル                                                    | TBS        | 「Soulコブラツイスト〜魂の悶絶」 「SMILE〜晴れ渡る空のように〜」                                                        | [ 13 ]        |
| 2021年12月24日 | ミュージックステーション ウルトラスーパーライブ2021                                             | テレビ朝日 | 「SMILE〜晴れ渡る空のように〜」 「Soulコブラツイスト〜魂の悶絶」                                                        | [ 14 ]        |

## 批評
音楽評論家の渋谷陽一は、桑田のソロ作品に対してサザンとの差別化を図り、いい意味でディープであったり、パーソナルであったり、マニアックであったりすることを指摘しつつ、本作をポップで王道、正面突破であることを評価している。
音楽ライターの森朋之は本楽曲をアレンジやリズムから考慮して、モータウンのサウンドと位置付けており、「悲しい気持ち (JUST A MAN IN LOVE)」などのモータウンサウンドを取り入れている桑田が最も得意とするスタイルの一つであり、日本の歌謡のベーシックな形式と批評している。歌詞に関しても「幸せになれるワケはないのに」の後半部分を「ワッキャナイノニ」と発音しグルーヴさせる部分は下半身がフワッとするような快楽があると批評している。
原由子は、本楽曲と桑田が執筆して週刊文春で連載していた「ポップス歌手の耐えられない軽さ」を合わせて評価し、「昔、自分が好きだったものや歌謡曲の素晴らしさを思い出して再認識できたことで、それが曲づくりにも反映したし、まさに『Soulコブラツイスト～魂の悶絶』は、あの連載があったからこそできたんじゃないかなと思う曲。」と公言、さらに「歌謡曲のようでもあるんだけど、新しさもある不思議な曲。」と評価している。
タイアップ先の一つであるNetflix独占配信映画『浅草キッド』で監督を務めた劇団ひとりは「最後に凸と凹がピタリと合わさるような爽快感です。素晴らしい主題歌をありがとうございました」と高い評価を与えている。深見千三郎役を演じた大泉洋は「タケシと師匠深見千三郎の切ないストーリーを最後に笑い飛ばすかのように流れる、明るくて、どこか懐かしいメロディがこの作品をとても前向きな、また違う次元に連れて行ってくれる気がしました」、ビートたけし役の柳楽優弥は「今日までに本編を3回観ましたが、3回ともエンディングまで観るくらい『とても好きな曲がまたひとつ増えた！』と感じています」とそれぞれコメントしている。

## チャート成績
2021年9月13日付のオリコン週間デジタルランキングで初週1.0万DLを売り上げて、初登場2位を記録した。

## 収録曲
1. Soulコブラツイスト〜魂の悶絶 (4:33)[18]
（作詞・作曲：桑田佳祐 / 編曲：桑田佳祐 & 片山敦夫 / 弦・菅編曲：片山敦夫）
本人出演のユニクロ「Life Wear/ふだん着の日が、人生になる編」CMソング。Netflix独占配信映画『浅草キッド』主題歌。
桑田の幼少期に親しまれた昭和歌謡ポップスやプロレスに対するリスペクトが含まれ[1]、タイトルの「コブラツイスト」は、アントニオ猪木の必殺技である[2]。歌詞はフラれても諦めずも人生が思うように進めない男が幸せを求め続ける人間の業を描いている[15]。歌詞は桑田が学生時代に放送されていたテレビドラマ『寺内貫太郎一家』や『ムー一族』から影響されており、当時のテレビドラマは「死」「孤独」「老い」「障害」「差別」などのダークな要素やブラックな要素が描かれていた。当時の桑田はそのような過激なテーマにたくさんの刺激を受けたという[6]。メロディは軽快にハジけるビートで切なさと解放感を併せ持っている[15]。楽曲の途中にある「ヒッヒッヒッヒッ」の部分については郷ひろみ・樹木希林の「お化けのロック」をイメージした旨を語っている[19]。
ミュージック・ビデオでは、桑田が架空の音楽賞レース『第13回 翔く!日本年末音楽大賞』を受賞した設定で白いタキシードを身に付け、紙吹雪や紙テープを浴びながら本楽曲を歌唱している。元ネタは、1971年の『第13回日本レコード大賞』で尾崎紀世彦が大賞を受賞した「また逢う日まで」を歌唱するシーンであり、桑田は監督に撮影の参考にしてもらう目的でこの映像を見せたと語っている[20][21]。2021年9月14日の0時にYouTubeにてプレミア公開された[22]。
2021年7月10日に放送されたラジオ番組『桑田佳祐のやさしい夜遊び』で、アルバムの発売と共に音源が解禁された[23]。7月11日に自身のYouTubeチャンネルにて公開されたトレーラーにはイントロ部分が流れるようになっている[23]。当時の同番組では、毎週リクエストが殺到しており、発売する前からファンに人気な楽曲となっていた[2]。
ユニクロのCMは2021年2月から過去に発売した桑田の楽曲が使用され、女優の綾瀬はるかが出演していた。今回、この楽曲を使用したCMでは、桑田も初出演し、綾瀬と共演している[注釈 1][25]。また2021年9月14日には、ビートたけしの自叙伝を原作とした映画『浅草キッド』の主題歌に起用されることが発表された。桑田はクランクイン前に映画の監督と脚本を務めた劇団ひとりからオファーを受け、当初こそ「主題歌は（たけしが歌う）『浅草キッド』だから、提供できる主題歌はない」として断ったものの、完成前の映画映像を観賞し、この楽曲と映画の近似性を感じたことからクランクアップ直前に楽曲提供を快諾している[26][17]。

## 参加ミュージシャン
- Soulコブラツイスト〜魂の悶絶
  - 桑田佳祐：Vocal, Electric Guitar, Blues Harp, Hand Craps & Backing Vocal
  - 片山敦夫：Piano & Synthesizer
  - 中シゲヲ：Electric Guitar
  - 角田俊介：Bass
  - 鶴谷智生：Drums
  - はたけやま裕：Conga, Tambourine, Vibraslap & Siren Whistle
  - 山本拓夫：Tenor & Baritone Saxophones
  - 西村浩二：Trumpet
  - 村田陽一：Trombone
  - 金原千恵子ストリングス：Strings
  - 原由子：Backing Vocal
  - 角谷仁宣：Computer Programming

## 収録アルバム
| 曲名                         | 作品名                                    |
| ---------------------------- | ----------------------------------------- |
| Soulコブラツイスト〜魂の悶絶 | ごはん味噌汁海苔お漬物卵焼き feat. 梅干し |
| Soulコブラツイスト〜魂の悶絶 | いつも何処かで                            |

## ミュージック・ビデオ収録作品
| 曲名                         | 作品名 |
| ---------------------------- | ------ |
| Soulコブラツイスト〜魂の悶絶 | 未収録 |

## ライブ映像作品
| 曲名                         | 作品名                                            | 備考 |
| ---------------------------- | ------------------------------------------------- | --- |
| Soulコブラツイスト〜魂の悶絶 | LIVE TOUR 2021「BIG MOUTH, NO GUTS!!」            | |
| Soulコブラツイスト〜魂の悶絶 | お互い元気に頑張りましょう!! -Live at TOKYO DOME- | 曲の途中の「ヒッヒッヒッヒッ」の部分を開催年に死去したアントニオ猪木がプロレスラーを引退した際に語った詩に変更した |